# Cynghanedd
Die cynghanedd ([kəŋ'haneð]) („Harmonie“) ist ein Baustein der walisischen Verslehre, der auf einem streng festgelegten Zusammenspiel von Konsonantenübereinstimmungen (Konsonanz) und Binnenreim innerhalb der Zeile beruht. In den älteren Perioden der walisischen Dichtung waren Konsonanz und Binnenreim optionale Elemente, die zur Ausschmückung der Verse und zur Verbindung von Versabschnitten verwendet wurden. Im Laufe des 13. Jahrhunderts entwickelten sie sich zu einem streng festgelegten System und wurden während des 14. Jahrhunderts zu einem obligatorischen Bestandteil des in Mode kommenden cywydd-Metrums. Die cynghanedd wurde im Rahmen des Eisteddfods von Caerwys im Jahre 1523 kodifiziert und ist nach wie vor das charakteristische Element der walisischen Lyrik in den strengen Metren. Bis heute wird sie im Wettstreit um den Hauptpreis des jährlich stattfindenden nationalen Eisteddfods in einem Gedicht von bis zu zweihundert Zeilen Länge gefordert.
Es werden vier Haupttypen der cynghanedd unterschieden: cynghanedd lusg, cynghanedd sain, cynghanedd groes und cynghanedd draws.

## Betonungsmuster
Bei der cynghanedd sain, groes und draws werden vier verschiedene Betonungsmuster unterschieden. Zur Bestimmung des Betonungsmusters ist ausschlaggebend, ob die letzte Silbe der Zeile und die letzte Silbe vor der Zäsur betont oder unbetont sind. Im Walisischen fällt die Wortbetonung in der Regel auf die vorletzte Silbe (Pänultima).
betont – betont:

unbetont – unbetont:

betont – unbetont:

unbetont – betont:
Ewyllys DÚW | yw lles DÝN

Teg éDRYCH | tuag áDREF

Gwŷs ym MÓN | mai gwas mýnAICH

Dwy fron | mor wýnION | a’r ÓD
cytbwys acennog „betont gleichgewichtet“

cytbwys diacen „unbetont gleichgewichtet“

anghytbwys disgynedig „fallend ungleichgewichtet“

anghytbwys dyrchafedig „steigend ungleichgewichtet“
Das Betonungsmuster anghytbwys dyrchafedig tritt nahezu ausschließlich mit der cynghanedd sain auf. Alternative Bezeichnungen für anghytbwys disgynedig „fallend ungleichgewichtet“ und anghytbwys dyrchafedig „steigend ungleichgewichtet“ sind anghytbwys diacen „unbetont ungleichgewichtet“ bzw. anghytbwys acennog „betont ungleichgewichtet“.

## Prifacen„Hauptakzent“
Die letzte betonte Silbe vor der Zäsur und vor dem Zeilenende trägt den sogenannten Hauptakzent (wal. prifacen) des jeweiligen Zeilenabschnitts und spielt eine besondere Rolle bei der Entsprechung der Konsonanten. Die Position der sich entsprechenden Konsonanten links und rechts vom Hauptakzent muss in den Zeilenabschnitten stets übereinstimmen:
Ewyllys Dúw | yw lles Dýn

TeG éDRych | tuaG áDRef

Gwŷs ym MóN | mai gwas MýNaich

Dwy fron | moR wýnion | a'R ód

## Cynghanedd
Die cynghanedd groes und draws werden als cynghanedd gytsain („konsonantische Harmonie“) in eine Gruppe gefasst, da sie keinen Reim enthalten. Zusätzlich zu den unten vorgestellten Grund- und Sonderformen gibt es eine schwer überschaubare Fülle an weiteren Sonderformen. Auch sind beim Aufeinandertreffen von bestimmten Konsonanten und bei der Behandlung von Konsonantengruppen, Halbvokalen, bestimmten einzelnen Konsonanten sowie beim Binnenreim besondere Regeln zu beachten.
Die Zeile wird durch eine Zäsur (wal. gorffwysfa „Ruheort, Pause“) in zwei Teile oder Abschnitte (wal. rhan „Teil, Abschnitt“) geteilt, bei der cynghanedd sain jedoch durch zwei Zäsuren in drei Teile. Bei Sonderformen wie z. B. der cynghanedd sain deirodl („dreireimige Klangharmonie“) oder der cynghanedd sain gadwynog („verkettete Klangharmonie“) hat die Zeile drei Zäsuren und damit vier Abschnitte. Die Silbenzahl der Zeile ist grundsätzlich von dem für das Gedicht gewählten Metrum abhängig. Da jedoch der siebensilbige cywydd deuair hirion („langer zweizeiliger cywydd“) das bei Weitem beliebteste Metrum ist, auf das die cynghanedd angewendet wurde und wird, findet man am häufigsten Zeilen mit sieben Silben vor.

### Cynghanedd lusg„Schleppharmonie“
Die cynghanedd lusg verlangt einen Binnenreim, aber keine Konsonanz. Die Zeile endet auf ein mehrsilbiges Wort, das den Binnenreim der cynghanedd lusg auf der betonten Silbe trägt, sodass der Endreim der Zeile nicht mit dem Binnenreim zusammenfallen kann. Ein weiteres Wort im Inneren der Zeile trägt den Binnenreim entweder auf unbetonter oder betonter Silbe. Dieser Binnenreim kann grundsätzlich auf einer beliebigen Silbe zwischen der ersten und fünften Silbe der Zeile liegen, wobei das Reimwort allerdings immer direkt der Zäsur vorausgeht.
Vereinfacht ausgedrückt reimt sich die letzte Silbe vor der Zäsur mit der vorletzten Silbe der Zeile:
Duw er ei rádd | a'i áddef

Mae Hýwel | fab Llywélyn

### Cynghanedd sain„Klangharmonie“

#### Grundform
Die Zeile hat zwei Zäsuren und damit drei Teile. Der erste Teil der Zeile wird durch Binnenreim mit dem zweiten verbunden. Der zweite Teil wird mit dem dritten durch konsonantische Entsprechung verbunden.
Anders als bei der cynghanedd groes und draws ist bei der cynghanedd sain nur die konsonantische Entsprechung mit dem direkt dem letzten betonten Vokal der Zeile vorausgehenden Konsonanten gefordert. Üblicherweise wird auch Konsonantengruppen, die -l und -r als letztes Element enthalten (wie br- im ersten Beispiel), vollständig entsprochen. Darüber hinausgehende konsonantische Entsprechungen sind optional, kommen jedoch wie im zweiten (-chfr-) und dritten (-ll-) Beispiel häufig vor.
Mewn peth teg | fod brég | na brád

Tomas | fréichfras | far áwchfriw

Angall | mal dáll | a dẃyllir

Dwy fron | mor wýnion | a'r ód
(cytbwys acennog)

(cytbwys diacen)

(anghytbwys disgynedig)

(anghytbwys dyrchafedig)

#### Ausgewählte Sonderformen

##### Cynghanedd sain deirodl
Die cynghanedd sain deirodl („dreireimige Klangharmonie“) hat drei Zäsuren und vier Abschnitte. Die ersten drei Abschnitte haben Binnenreim, die letzten beiden konsonantische Entsprechung.
Rhoi rhodd | o rodd, | górmodd | gwést

##### Cynghanedd sain gadwynog
Die cynghanedd sain gadwynog („verkettete Klangharmonie“) hat ebenfalls drei Zäsuren und vier Abschnitte. Der erste und dritte Abschnitt haben Binnenreim, der zweite und vierte konsonantische Entsprechung.
Gan dant | glýwed | moliant | glán

##### Cynghanedd sain drosgl
In der cynghanedd sain drosgl („linkische Klangharmonie“) hat das Reimwort im zweiten Zeilenabschnitt mehr als zwei Silben. Sein erster Konsonant stimmt mit dem entsprechenden Konsonanten im dritten Zeilenabschnitt überein. Dadurch ergibt sich entgegen dem üblichen Muster eine Übereinstimmung zwischen einer unbetonten und einer betonten Silbe.
Rhag bod, | nid cydnábod | cáin

### Cynghanedd groes„Kreuzharmonie“

#### Grundform
In der cynghanedd groes entsprechen alle Konsonanten des ersten Zeilenabschnitts den Konsonanten im zweiten Zeilenabschnitt in der gleichen Reihenfolge. Nur dem letzten Konsonanten der Zeile (in den Beispielen unten -n, -f, -l) muss nicht entsprochen werden. An seiner Stelle darf bei der cynghanedd groes gytbwys acennog (erstes Beispiel unten) und der cynghanedd groes gytbwys ddiacen (zweites Beispiel) im ersten Teil der Zeile vor der Zäsur ein beliebiger Konsonant, eine beliebige Konsonantengruppe oder auch gar kein Konsonant stehen.
Ewyllys dúw | yw lles dýn

Teg édrych | tuag ádref

Gwanhauʼr ŵyf | gan hir ófal
(cytbwys acennog)

(cytbwys diacen)

(anghytbwys disgynedig)
Die beiden gleichgewichteten Formen (cynghanedd groes gytbwys acennog und cynghanedd groes gytbwys ddiacen), bei denen man die beiden Zeilenabschnitte vertauschen könnte, ohne dass die cynghanedd dadurch fehlerhaft würde, werden auch unter dem Oberbegriff cynghanedd groes rywiog („erlesene Kreuzharmonie“ oder „regelrechte Kreuzharmonie“) zusammengefasst.

#### Ausgewählte Sonderformen

##### Verlorenes n
Man spricht von coll n („verlorenem n“), wenn einem am Beginn einer Zeile stehenden n oder einem direkt auf die Zäsur einer Zeile folgenden n nicht entsprochen wird. Obwohl damit nicht allen Konsonanten in der regulär geforderten Weise entsprochen wird, gilt eine solche cynghanedd dennoch als cynghanedd groes. Ein zu Beginn der Zeile unbeantwortetes n wird als n wreiddgoll („an der Wurzel verlorenes n“), ein auf die Zäsur folgendes unbeantwortetes n als n ganolgoll („im Zentrum verlorenes n“) bezeichnet.
ANllywódraeth | a lládrad

Llwyth oʼr cálch | yN llethuʼr cóed
(n wreiddgoll)

(n ganolgoll)
Seltener treten auch r oder m als r wreiddgoll bzw. m wreiddgoll auf.

##### Cynghanedd groes o gyswllt
Bei der cynghanedd groes o gyswllt („gebundene Kreuzharmonie“) beginnt die Entsprechung der Konsonanten des zweiten Zeilenabschnitts bereits vor der Zäsur. Die betroffenen Konsonanten werden gelegentlich sowohl im ersten als auch im zweiten Zeilenabschnitt gewertet (z. B. im zweiten Beispiel).
Y gŵr a ddú(g | arwydd iách

Dêl im (dál | am y dólur

### Cynghanedd draws„Brückenharmonie“

#### Grundform
Das Grundprinzip der cynghanedd draws ist dasselbe wie das der cynghanedd groes. Bei der cynghanedd draws dürfen jedoch der Zäsur direkt folgende Konsonanten ohne Entsprechung im ersten Teil der Zeile bleiben.
Dagrau gwáed | ar (deg eiry gwýn

Dy ẃyneb | fal (od únnos

Gwŷs ym Món | mai (gwas mýnaich
(cytbwys acennog)

(cytbwys diacen)

(anghytbwys disgynedig)

#### Ausgewählte Sonderformen

##### Verlorenes n
Das Prinzip des coll n („verlorenen n“) bei der cynghanedd draws entspricht dem des coll n bei der cynghanedd groes, jedoch tritt bei der cynghanedd draws ausschließlich das n wreiddgoll zu Beginn der Zeile auf, da die Entsprechung von Konsonanten, die der Zäsur direkt folgen, bei der cynghanedd draws nicht vorgesehen ist.
Nid yw bóen | eisiau (da býd
Das „verlorene n“ in der cynghanedd draws wurde von Simwnt Fychan, einer Autorität des 16. Jahrhunderts, als regelwidrig eingestuft. Es ist jedoch in Werken des 14. und 15. Jahrhunderts gut belegt.

##### Cynghanedd draws fantach
Eine cynghanedd draws gytbwys acennog, in der die Zäsur bereits der ersten oder seltener zweiten Silbe folgt, wird als cynghanedd draws fantach („zahnlückige Brückenharmonie“) bezeichnet.
Drúd | yr adwaenwn dy (dró

##### Cynghanedd draws gyferbyn
Eine cynghanedd draws gytbwys ddiacen, in der die Zäsur der zweiten Silbe folgt, d. h. in der sich die ersten und die letzten beiden Silben der Zeile entsprechen, heißt cynghanedd draws gyferbyn („gegenüberstehende Brückenharmonie“).
Éisiau | am gymwyn(áswr

## Sonderregeln
Die Vielzahl an Sonderregeln, besonders für die Entsprechung der Konsonanten, kann auf den Anfänger kompliziert, wenn nicht gar willkürlich, wirken. Es handelt sich jedoch in den wenigsten Fällen um echte Ausnahmen oder Lizenzen. Sie dienen vielmehr dazu, die Brücke zwischen lautlicher und orthographischer Realität zu schlagen und dies besonders im Zusammenhang mit Assimilationsprozessen beim Aufeinandertreffen von Konsonanten. Hier wird lediglich eine Auswahl gegeben.

### Binnenreim

#### aiundei,auundeu
Bei der cynghanedd lusg ist eine Form des Halbreims zugelassen, bei dem sich ein Diphthong mit seinem eigenen Umlautprodukt reimt. So darf sich ai mit ei sowie au mit eu reimen. Vergleichbar im Deutschen wäre etwa, „faul“ auf „Gäule“ zu reimen. Eine cynghanedd lusg mit dieser Art Halbreim wird cynghanedd lusg wyrdro („verdrehte Schleppharmonie“) genannt.
Pum canwaith | y gobeithiwn

Lle bu aur | am y deurudd

#### yundu
Das Reimen von y und u ist zugelassen, ausgenommen y steht in der betonten Silbe (Pänultima) eines mehrsilbigen Wortes, wo es als Schwa ([⁠ə⁠]) ausgesprochen wird.
Ni bydd | wedi Gruffudd Gryg

#### -ygundig
Die unbetonte Endsilbe -yg darf mit ig gereimt werden.
Nid annhebyg, | ddiddig | ddydd

### Konsonanz
Im walisischen Alphabet stellen ch, dd, ff, ng, ngh, ll, mh, nh, ph, rh und th eigenständige Phoneme dar. Bei dd, ff und ll handelt es sich also nicht um Doppelkonsonanten.
Prozesse, bei denen ein stimmhafter Konsonant stimmlos wird, werden als calediad („Verhärtung“) bezeichnet. Sie wird meist durch den Kontakt mit einem stimmlosen Reibelaut hervorgerufen. Eine Verhärtung, die ausgelöst wird, wenn ein stimmhafter Verschlusslaut oder Reibelaut auf sein stimmloses Gegenstück trifft, wird ceseiliad („Assimilation“) genannt. Findet ein Prozess statt, bei dem ein stimmloser Konsonant stimmhaft wird, spricht man von meddalu („weich machen, enthärten“).
- Mehrfach in direkter Folge genannte identische Konsonanten dürfen einem nur einmal genannten identischen Konsonanten im anderen Zeilenabschnitt entsprechen, solange die mehrfach genannten Konsonanten einander direkt folgen oder durch nicht mehr als einen Vokal voneinander getrennt sind.

Mae eryr llwyd | am wŷr llên
- h muss nicht, darf aber beantwortet werden.
- r [⁠r⁠] und rh [r̩] dürfen einander entsprechen. Teilweise wird mit n und nh [n̩], m und mh [m̩], ng und ngh [ŋ̍] ebenso verfahren.

Ar Gydweli | rhag dolur

Ym mhob pen | y mae piniwn
- ff und ph sind lediglich orthographische Varianten desselben Lauts ([⁠f⁠]) und daher gleichwertig.
- sb und sp (beide [sb]) sowie sg und sc (beide [sg]) sind ebenfalls orthographische Varianten, die einander bzw. den einzeln stehenden Konsonanten s und b/g entsprechen.
- Das -c in ac und nac, das [⁠g⁠] ausgesprochen wird, sollte mit g beantwortet werden.

Arian ac aur | hyn a gaf
- ng [⁠ŋ⁠] (wie z. B. in angel „Engel“; dt. Beispiel „Tang“) und n-g [ŋɡ] (wie z. B. in dangos „zeigen“; dt. Beispiel „Tango“) entsprechen einander nicht.
- nb und mb entsprechen einander, ebenso np und mp.
- Trifft ein stimmhafter Verschlusslaut (b, d, g) direkt auf ein folgendes h-, s-, ff- [⁠f⁠], ll- [⁠ɬ⁠] oder rh- [r̩], wird der Verschlusslaut als stimmlos (p, t, c) gewertet.

-b , -d , -g + h- = p, t , c

-b , -d , -g + s- = p, t , c

-b , -d , -g + ff- = p, t , c

-b , -d , -g + ll- = p, t , c

-b , -d , -g + rh- = pr, tr, cr
Beispiel: Gair teg | a wna gariad hir

Beispiel: Hurtiwyd serch, | hort iti sydd.

Beispiel: Brig ffydd | a bair coffa hwn

Beispiel: Pob lluniaeth, | pei pell hynny

Beispiel: Ag yno trig | enaid Rhys
Dies gilt ebenso, wenn h- eine Konsonantengruppe vorausgeht, die aus einem stimmhaften Verschlusslaut und -l oder -r besteht (bl, dl, gl, br, dr, gr).
-bl , -dl , -gl + h- = pl, tl, cl

-br , -dr , -gr + h- = pr, tr, cr
Beispiel: Bwrw plyg | ar barabl hygar

Beispiel: Fy llew cryf, | a Lloegr hefyd
- Treffen zwei gleiche stimmhafte Verschlusslaute aufeinander, werden sie als stimmlos gewertet.

-b + b-, -d + d-, -g + g- = p, t , c
Beispiel: Dal tŷ | ag adeilad da
- Treffen stimmhafte Verschlusslaute auf ihr stimmloses Gegenstück, werden sie als stimmlos gewertet (ceseiliad „Assimilation“).

-b + p-, -d + t-, -g + c- oder -p + b-, -t + d-, -c + g- = p, t , c

Beispiel: Breuddwyd tost | oedd briddio’u tad
- Treffen stimmhafte Reibelaute (dd [⁠ð⁠], f [⁠v⁠]) auf ihr stimmloses Gegenstück (th [⁠θ⁠], ff [⁠f⁠]), werden sie als stimmlos gewertet (ceseiliad „Assimilation“).

-f + ff-, -dd + th- oder -ff + f-, -dd + th- = ff, th
Beispiel: Praff fonedd | pur a ffyniant
- Trifft l [⁠l⁠] auf ll [⁠ɬ⁠] wird es als der stimmlose Reibelaut gewertet ([⁠ɬ⁠]) (ceseiliad „Assimilation“).

Cawn ’i lliw | fel cannwyll las
- -t wird in den Konsonantengruppen ct, cht, fft, llt, pt und st als stimmhaft (d) gewertet. Dies gilt nicht, wenn sich ein Wortzwischenraum zwischen -c, -ch, -ff, -ll, -p und -s und t- befindet.

Dy wallt aur | i dwyllo dyn

Trist yw’ r cwyn | tros awdur cerdd

## Analysebeispiel
Die folgenden sechs Zeilen sind der Beginn des Gedichts Y Dylluan „Die Eule“ von Dafydd ap Gwilym im Metrum cywydd deuair hirion. Der cywydd deuair hirion besteht aus einer beliebig langen Sequenz von siebensilbigen Zeilenpaaren mit Endreim bei wechselnd männlicher und weiblicher Kadenz, d. h. eine Zeile des Paars endet auf eine betonte, die andere auf eine unbetonte Silbe. Die Abfolge der Kadenzen innerhalb der Zeilenpaare ist nicht vorgeschrieben.
Bei der Analyse der cynghanedd wird die Zeile zuerst nach Binnenreimen durchsucht, wobei bei einem mehrsilbigen Wort am Zeilenende die Möglichkeit einer cynghanedd lusg in Betracht gezogen werden muss. Lässt sich keine der reimenden cynghanedd-Formen identifizieren, sucht man mit der letzten betonten Silbe der Zeile als Ausgangspunkt von hinten nach vorne nach sich entsprechenden Konsonanten.
Truan i'r dylluan dég

Ar ddistial na rydd ósteg:

Ni ad ym ganu ’mháder,

Ni thau tra fo siamplau sêr.

Ni chaf – och o'r goráfun! –

Gysgu, na heddychu, hún.

…
Truan | i'r dýlluan | dég

Ar ddístial | na rydd ósteg:

Ni ád | ym ganu ’mháder,

Ni thau | tra fo siámplau | sêr.

Ni cháf | – och o'r goráfun! –

Gysgu, | na heddýchu, | hún.
c. sain anghytbwys ddyrchafedig

c. groes gytbwys ddiacen (n ganolgoll)

c. lusg

c. sain anghytbwys ddyrchafedig

c. lusg

c. sain drosgl
Es ist ein Elend mit der schönen Eule,

Die keine Ruhe gibt auf einem Ast:

Lässt mich nicht mein Vater Unser sprechen,

Wird nicht schweigen, solange Sterne am Himmel sind.

Ich kann nicht – o weh, welch Hindernis! –

Friedlich schlafen, noch ruhen.

…